# Обитель зла (серия фильмов)
«Обитель зла» (англ. Resident Evil, японское название Biohazard) — серия фильмов, снятая по сценарию Пола Андерсона, является серии компьютерных игр компании Capcom Resident Evil. Главную роль в фильмах исполнила Милла Йовович. Серия фильмов «Обитель зла» является самой прибыльной серией киноадаптаций видеоигр, собрав в целом в мировом прокате более 1,2 миллиарда долларов. Серия фильмов «Обитель зла» также является самой прибыльной серией фильмов о зомби и самой кассовой серией фильмов ужасов. По данным книги рекордов Гиннесса, серия фильмов «Обитель зла» является рекордсменом по количеству экранизаций видеоигр. Серия фильмов «Обитель зла» является единственной серией киноадаптаций видеоигр, кассовые сборы фильмов которой растут с каждым последующим фильмом.

## История создания серии фильмов
В 1997 году Constantin Film приобрела у Capcom права на создание фильма «Обитель зла». Первоначально снять фильм было предложено Джорджу Ромеро. Он написал сценарий, который практически повторял сюжет первой игры Resident Evil. Однако идея Ромеро так и не была реализована, и он выбыл из проекта. В конце 2000 года режиссёр Пол Андерсон написал сценарий отличный от Ромеро, который представлял собой оригинальную историю, взявшую от игры лишь базовую идею про корпорацию Umbrella и оживших мертвецов. Сценарий Андерсона был одобрен, а на главную роль была выбрана Милла Йовович. В марте 2001 года начались съемки на территории Германии, и через год фильм вышел на экраны.
Коммерческий успех первого фильма предрек появление второй части. Андерсон не смог стать режиссёром, так как уже был занят работой в другом проекте, но он написал сценарий и стал одним из продюсеров. Режиссёром второй части стал Александр Уитт.
В 2005 году Screen Gems приобрела права на создание третьего фильма серии. Андерсон вновь вернулся в качестве сценариста и продюсера. Режиссёром стал Рассел Малкэхи. Съемки проходили в Мексике. В сентябре 2007 года фильм вышел в прокат.
Четвёртый фильм был анонсирован в середине 2009 года. Андерсон вернулся в кресло режиссёра. Съёмки велись с сентября по декабрь 2009 года и проходили одновременно на двух континентах. При съемках новой части Пол Андерсон сотрудничал с компанией Джеймса Кэмерона, используя его 3D-кинокамеру.
Пятая часть фильма вышла на экраны 14 сентября 2012 года. Съемки проходили в Торонто и Онтарио с середины октября до 23 декабря 2011 года.
Изначально Андерсон планировал снимать пятую и шестую части параллельно, но позже он решил сосредоточиться только на пятой части. В интервью Андерсон заявил, что рассчитывает снять ещё один фильм и это будет финал серии. Глава Sony подтвердил, что шестой фильм будет снят с Миллой Йовович в главной роли.
4 марта 2013 года было объявлено, что шестая часть запланирована на сентябрь 2014 года, однако в связи с беременностью Миллы Йовович съемки были перенесены на лето 2015 года, а выход фильма сдвинулся на январь 2017 года.
В мае 2017 года председатель[чего?] Константин Мартин Мошкович сказал, что принято решение перезапустить франшизу. Джеймс Ван на данный момент[какой?] пишет сценарий вместе с Грегом Руссо для ремейка.

## Сюжет
Корпорация Umbrella в серии художественных фильмов выступает в качестве главного антагониста. По сюжету, корпорация Umbrella являлась крупнейшим фармацевтическим конгломератом в мире. Общественности корпорация была известна как крупнейший поставщик компьютерных технологий и товаров здравоохранения. Вместе с тем корпорация тайно проводила генетические эксперименты, создавала вирусное и бактериологическое оружие. Umbrella достаточно успешно продавала вирусное оружие правительству США, а также другим странам, чем смогла обрести огромное политическое и финансовое влияние в мире. В результате преднамеренного инцидента Umbrella становится виновной в биологической катастрофе. Человечество начало гибнуть из-за Т-вируса, и через несколько лет мир превратился в ад, в котором люди пожирают себе подобных. При этом, мощь корпорации не угасла, напротив, она стала ещё более могущественна. Обладая подземными базами по всему Земному шару и имея собственную армию, в условиях апокалипсиса Umbrella смогла добиться полной власти в мире. Гегемонии корпорации противостоит её бывший сотрудник — Элис. Она является биооружием, созданным корпорацией. T-вирус, уничтоживший практически все население планеты, изменил девушку, наградив её сверхчеловеческими способностями. На протяжении всей серии фильмов героиня сражается не только с враждебной коммерческой структурой, но и с полчищами мертвецов и мутантов, которых раз за разом использует корпорация Umbrella для уничтожения остатков человечества.

## Фильмы

### Оригинальная серия
- 2002 — Обитель зла / Resident Evil
- 2004 — Обитель зла 2: Апокалипсис / Resident Evil: Apocalypse
- 2007 — Обитель зла 3: Вымирание / Resident Evil: Extinction
- 2010 — Обитель зла 4: Жизнь после смерти / Resident Evil: Afterlife
- 2012 — Обитель зла: Возмездие / Resident Evil: Retribution
- 2016 — Обитель зла: Последняя глава / Resident Evil: The Final Chapter

### Перезапуск
- 2021 — Обитель зла: Раккун-Сити / Resident Evil: Welcome to Raccoon City

## Актёры и персонажи
| Персонажи                       | Оригинальная серия | Оригинальная серия                        | Оригинальная серия | Оригинальная серия                | Оригинальная серия     | Оригинальная серия                           | Перезагрузка             |  |
| Персонажи                       | Обитель зла (2002) | Обитель зла 2: Апокалипсис                | Обитель зла 3      | Обитель зла 4: Жизнь после смерти | Обитель зла: Возмездие | Обитель зла: Последняя глава                 | Обитель зла: Раккун-Сити |  |
| ------------------------------- | ------------------ | ----------------------------------------- | ------------------ | --------------------------------- | ---------------------- | -------------------------------------------- | ------------------------ |  |
| Элис / Алисия Маркус            | Милла Йовович      | Милла Йовович                             | Милла Йовович      | Милла Йовович                     | Милла Йовович          | Милла Йовович                                |                          |  |
| Красная королева                | Михаэла Дикер      |                                           |                    |                                   | Меган Чарпентье        | Эвер Габо Андерсон (Алисия Маркус в детстве) |                          |  |
| Рейн Окампо                     | Мишель Родригес    | Архивные кадры                            |                    |                                   | Мишель Родригес        |                                              |                          |  |
| Мэтью Эддисон / Немезида        | Эрик Мабиус        | Мэтью Тейлор Эрик Мабиус (Архивные кадры) |                    |                                   | Архивные кадры         |                                              |                          |  |
| Спенсер Паркс                   | Джеймс Пьюрфой     | Архивные кадры                            | Фотография         |                                   | Архивные кадры         |                                              |                          |  |
| «Первый»                        | Колин Сэмон        |                                           | Архивные кадры     |                                   | Колин Сэмон            |                                              |                          |  |
| Чад Каплан                      | Мартин Крюз        |                                           |                    |                                   | Архивные кадры         |                                              |                          |  |
| Джилл Валентайн                 |                    | Сиенна Гиллори                            |                    | Сиенна Гиллори                    | Сиенна Гиллори         |                                              | Ханна Джон-Кеймен        |  |
| Карлос Оливейра                 |                    | Одед Фер                                  | Одед Фер           |                                   | Одед Фер               |                                              |                          |  |
| Ллойд Джефферсон «LJ» Уэйн      |                    | Майк Эппс                                 | Майк Эппс          |                                   | Архивные кадры         |                                              |                          |  |
| Доктор Александр Айзекс / Тиран |                    | Иэн Глен                                  | Иэн Глен           |                                   | Архивные кадры         | Иэн Глен                                     |                          |  |
| Анжела Эшфорд                   |                    | Софи Вавассеур                            |                    |                                   | Архивные кадры         |                                              |                          |  |
| Доктор Чарльз Эшфорд            |                    | Джаред Харрис                             |                    |                                   |                        |                                              |                          |  |
| Майор Тимоти Кейн               |                    | Томас Кречманн                            |                    |                                   | Архивные кадры         |                                              |                          |  |
| Терри Моралес                   |                    | Сандрин Холт                              |                    |                                   | Архивные кадры         |                                              |                          |  |
| Сержант Пейтон Уэллс            |                    | Разаак Адоти                              |                    |                                   | Архивные кадры         |                                              |                          |  |
| Альберт Вескер                  |                    |                                           | Джейсон О’Мара     | Шон Робертс                       | Шон Робертс            | Шон Робертс                                  | Том Хоппер               |  |
| Клэр Редфилд                    |                    |                                           | Эли Лартер         | Эли Лартер                        | Архивные кадры         | Эли Лартер                                   | Кая Скоделарио           |  |
| K-Mart                          |                    |                                           | Спенсер Лок        | Спенсер Лок                       | Архивные кадры         |                                              |                          |  |
| Белая Королева                  |                    |                                           | Мадлен Кэрролл     |                                   |                        |                                              |                          |  |
| Лютер Вест                      |                    |                                           |                    | Борис Коджо                       | Борис Коджо            |                                              |                          |  |
| Крис Редфилд                    |                    |                                           |                    | Уэнтуорт Миллер                   | Архивные кадры         |                                              | Робби Амелл              |  |
| Леон Скотт Кеннеди              |                    |                                           |                    |                                   | Йохан Урб              |                                              | Эван Джогиа              |  |
| Ада Вонг                        |                    |                                           |                    |                                   | Ли Бинбин              |                                              | Лили Гао                 |  |
| Бекки                           |                    |                                           |                    |                                   | Ариана Энджинир        |                                              |                          |  |
| Барри Бёртон                    |                    |                                           |                    |                                   | Кевин Дюранд           |                                              |                          |  |
| Эбигейл                         |                    |                                           |                    |                                   |                        | Руби Роуз                                    |                          |  |
| Док                             |                    |                                           |                    |                                   |                        | Оуэн Маккен                                  |                          |  |
| Кристиан                        |                    |                                           |                    |                                   |                        | Уильям Леви                                  |                          |  |
| Кобальт                         |                    |                                           |                    |                                   |                        | Рола                                         |                          |  |
| Командир Ли                     |                    |                                           |                    |                                   |                        | Ли Джун Ги                                   |                          |  |
| Уильям Биркин                   |                    |                                           |                    |                                   |                        |                                              | Нил Макдонаф             |  |

## Релиз

### Кассовые сборы
| Фильм                             | Год   | Сборы        | Сборы        | Сборы          | Бюджет       | Ссылка |
| Фильм                             | Год   | США          | За рубежом   | Общемировые    | Бюджет       | Ссылка |
| --------------------------------- | ----- | ------------ | ------------ | -------------- | ------------ | ------ |
| Обитель зла                       | 2002  | $40 119 709  | $62 865 153  | $102 984 862   | $33 000 000  | [ 16 ] |
| Обитель зла 2: Апокалипсис        | 2004  | $51 201 453  | $78 141 316  | $129 342 769   | $45 000 000  | [ 17 ] |
| Обитель зла 3                     | 2007  | $50 648 679  | $97 763 386  | $148 412 065   | $45 000 000  | [ 18 ] |
| Обитель зла 4: Жизнь после смерти | 2010  | $60 128 566  | $240 099 518 | $300 228 084   | $60 000 000  | [ 19 ] |
| Обитель зла: Возмездие            | 2012  | $42 345 531  | $197 658 893 | $240 004 424   | $65 000 000  | [ 20 ] |
| Обитель зла: Последняя глава      | 2016  | $26 830 068  | $285 412 558 | $312 242 626   | $40 000 000  | [ 21 ] |
| Итого                             | Итого | $271 274 006 | $961 940 824 | $1 233 214 830 | $288 000 000 |        |

### Критика
| Фильм                             | Rotten Tomatoes     | Metacritic       |
| Обитель зла                       | 35 % (127 рецензий) | 33 (24 рецензии) |
| Обитель зла 2: Апокалипсис        | 20 % (128 рецензий) | 35 (26 рецензий) |
| Обитель зла 3                     | 23 % (98 рецензий)  | 41 (12 рецензий) |
| Обитель зла 4: Жизнь после смерти | 23 % (102 рецензии) | 37 (14 рецензий) |
| Обитель зла: Возмездие            | 29 % (72 рецензии)  | 39 (17 рецензий) |
| Обитель зла: Последняя глава      | 37 % (99 рецензий)  | 49 (19 рецензий) |

## Факты
- В первом фильме имеется множество отсылок к роману английского писателя Льюиса Кэрролла «Алиса в стране чудес», например: имя главной героини — Элис (Алиса), название искусственного интеллекта — «Красная королева», испытание T-вируса происходят на белом кролике, и т. д. В третьей части также присутствует искусственный интеллект под названием «Белая королева».
- Изначально предполагалось, что у названия первого фильма будет приставка Ground Zero («отметка ноль»), но эту приставку убрали после событий 9/11.[34]
- Изначально второй фильм назывался «Обитель зла 2: Немезида», но в 2002 году на экраны вышел фильм «Звёздный путь: Возмездие» (Star Trek: Nemesis), поэтому приставку изменили на «Апокалипсис» (Apocalypse).[35]
- Третий фильм серии должен был называться «Жизнь после смерти» (Afterlife), но позже название изменили на «Вымирание» (Extinction), а предыдущий подзаголовок стал названием четвёртой части.[9]